# Ɫ
Cette page contient des caractères spéciaux ou non latins. S’ils s’affichent mal (▯, ?, etc.), consultez la page d’aide Unicode.
Le L tilde médian ou L tilde inscrit, Ɫ (minuscule : ɫ) est une lettre additionnelle qui est utilisée dans l’écriture du kobon, du heiltsuk, du quinault et du whulshootseed. Sa minuscule est aussi utilisée dans l’alphabet phonétique international. Il est composé d’un L avec un tilde inscrit.

## Utilisation
Matthias Alexander Castrén utilise le l tilde inscrit dans sa grammaire samoyède publiée posthumement en 1854.
Le ‹ ɫ › est utilisé comme symbole dans l’Alphabet phonétique international pour transcrire un consonne spirante latérale alvéolaire vélarisée voisée [ɫ].

En Papouasie-Nouvelle-Guinée, la lettre L tilde médian est utilisée en kobon pour transcrire une consonne alvéolo-palatale latérale.
En quinault et en whulshootseed, le L tilde médian représente une consonne fricative latérale alvéolaire sourde [ɬ].

## Représentation informatique
Cette lettre possède les représentations Unicode suivantes :
| formes    | représentations | chaînes de caractères | points de code | descriptions                           |
| --------- | --------------- | --------------------- | -------------- | -------------------------------------- |
| majuscule | Ɫ               | Ɫ                     | U+2C62         | lettre majuscule latine l tilde médian |
| minuscule | ɫ               | ɫ                     | U+026B         | lettre minuscule latine l tilde médian |